# Kvadratna enačba
Kvadrátna enáčba je v matematiki enačba, ki se jo da zapisati v obliki:
{\displaystyle ax^{2}+bx+c=0\!\,,}
pri čemer je število a različno od 0.
Koeficienti a, b in c so po navadi realna števila (v višji matematiki lahko tudi kompleksna števila). 
Kvadratno enačbo z realnimi koeficienti lahko vedno rešimo po formuli:
{\displaystyle x_{1,2}={\frac {-b\pm {\sqrt {b^{2}-4ac}}}{2a}}\!\,.}
Število, ki nastopa pod kvadratnim korenom, imenujemo diskriminanta ({\displaystyle D=b^{2}-4ac}) in pišemo tudi:
{\displaystyle x_{1,2}={\frac {-b\pm {\sqrt {D}}}{2a}}\!\,.}
Diskriminanta nam pove, koliko rešitev ima kvadratna enačba z realnimi koeficienti:
- Če je diskriminanta pozitivna, ima enačba dve realni rešitvi.
- Če je diskriminanta enaka 0, ima enačba eno realno rešitev.
- Če je diskriminanta negativna, je enačba v realnem nerešljiva (v kompleksnem pa ima dve med seboj konjugirani rešitvi).

Tudi kvadratno enačbo s kompleksnimi koeficienti lahko rešimo po isti formuli, le da moramo uporabiti postopek korenjenja v kompleksnem.